# У тилу ворога: Штурм 2
У тилу ворога 2: Штурм 2 (англ. Men of War: Assault Squad 2) — відеогра 2014 року жанру стратегії в реальному часі, розроблена Digitalmindsoft та видана 1С-СофтКлаб 15 травня 2014 року. Є продовженням гри У тилу ворога 2: Штурм.

## Ігровий процес
Основним досягненням гри порівняно з попередньою грою серії є поліпшена графіка, що підтримує багатоядерні процесори та сучасні шейдерні технології, покращений ШІ та оновлений інтерфейс. Крім того, розширено режими однокористувацької гри. У гру додано танкові битви, снайперські диверсії та десантні операції; перероблені карти з У тилу ворога 2: Штурм. Введено камуфляж, який варіюється залежно від пори року і типу ландшафту на полі бою. У деяких місіях додано можливість змінювати час доби та погодні умови.
Сам же ігровий процес не змінився: гравцеві, як і раніше, належить командувати бойовими загонами та технікою, які можна викликати за очки підкріплення. Їх можна отримати, захоплюючи й утримуючи контрольні точки. Захоплення нових позицій відкриває доступ до потужніших бойових одиниць, а також до спеціальних здібностей.
У багатокористувацькому режимі гравці борються один проти одного на картах форматом від «віч-на-віч» до «чотири на чотири». Доступні 5 режимів гри: Захоплення точок, Екстремальне захоплення, Битва (Бій), День Перемоги та Перестрілка. Крім того, у гру додано командний режим для шістнадцяти учасників («вісім на вісім»).
Гравцеві доступні 15 нових і 25 перероблених карт з минулої частини гри в однокористувацькому режимі, 65 карт для багатокористувацької гри, 6 фракцій (СРСР, Третій Рейх, США, Велика Британія, Ветерани Східного Фронту і Японська імперія), понад 250 різних типів бойової техніки та 200 типів юнітів, унікальних для кожної нації.
У грі присутній редактор карт. Це дозволяє користувачам створювати численні модифікації у вигляді нових карт, зброї, бойових юнітів і текстур.

## Доповнення
- Iron Fist — перше доповнення, включає танкові місії в режимі від третьої особи. Дата виходу: 20 лютого 2015 року[6].
- Airborne — друге доповнення, включає диверсійні місії, а також додає можливість зіграти з ботами в мережевій грі. Дата виходу: 5 червня 2015 року[7].
- Men of War Origins — третє доповнення, включає перевидання місій з «Братів по зброї» і «Лиса пустелі». Дата виходу: 26 серпня 2016 року[8].
- Ostfront Veteranen — четверте доповнення, включає десять нових німецьких видів техніки та підрозділів, таких як Sturmpanzer IV, Sd.Kfz.234, SdKfz 250 і Grille. Дата виходу: 25 жовтня 2018 року[9].

## Огляди
Гра була загалом позитивно зустрінута критиками та гравцями, але гірше, ніж попередня частина. Більшість оглядачів оцінили позитивні зміни в графіці та ШІ, але й відзначили відсутність будь-яких змін в ігровому процесі. Так, на сайті Metacritic грі поставили 68 балів зі 100. Absolute Games оцінив гру на 80 %, а оглядачі PC Gamer поставили грі 75 балів зі 100.